# Automatgevär m/42
Lo Automatgevär m/42 (Ag m/42, spesso conosciuto fuori dalla Svezia semplicemente come Ag42, Ag-42 o ancora usando il nome della fabbrica in cui fu progettata l'arma Ljungman AG42) è un fucile semiautomatico svedese impiegato dalle forze armate a partire dal 1943 fino alla fine degli anni Sessanta.

## Storia
Lo Ag m/42 fu progettato da Erik Eklund, allora impiegato presso la AB. C.J. Ljungmans Verkstäder di Malmö, attorno al 1941 ed entrò in produzione presso la Carl Gustafs Stads Gevärsfaktori di Eskilstuna nel 1942. In totale vennero prodotti circa 30.000 fucili per l'esercito svedese (quasi tutti gli esemplari sono datati 1943), un numero piuttosto esiguo se confrontato con il collaudato m/96 che rimase infatti in servizio come arma principale dell'esercito svedese fino a oltre la Seconda guerra mondiale.
L'arma si mostrò fin da subito problematica, tanto da guadagnarsi i soprannomi di "pecora nera" e/o "bambino problematico". Elias Hermelin, che fu per anni direttore della fabbrica d'armi Carl Gustaf tenne una sorta di diario in cui riportava i seguenti dati, documentando meticolosamente gli sviluppi con il fucile:
- "Considerando la consegna di materiale dell'autunno 1941 (secondo le raccomandazioni del fornitore) si è constatato un diverso trattamento termico del metallo che richiede un diverso approccio";
- 28 aprile 1942 - "Il materiale ordinato secondo raccomandazione del fornitore è stato sottoposto al nuovo trattamento termico nella speranza di salvare il materiale fornito";
- 1 aprile 1943 - "Estrattore danneggiato dopo appena 4.000 colpi sparati, cosa che ha imposto la necessità di un nuovo trattamento termico";
- "A metà aprile il nuovo processo stato applicato alle prime cinquanta armi. Sparati 13.400 colpi senza malfunzionamenti";
- 30 aprile 1943 - "Sparati 22.900 colpi";
- "Nuovo cambio nel processo di trattamento termico nel passaggio da LME (Ljungman) e GF (Carl Gustaf)";
- 1 settembre 1943 - "Otto estrattori danneggiati. Consegnati 14.000 nuovi estrattori - condotti test approfonditi per verificare la resistenza dell'acciaio. Limite per la sostituzione del pezzo deciso a seguito delle prove di fuoco";
- "Nella prima metà di settembre del 1943 si era scoperto che la LME aveva fornito estrattori con indici di durezza variabili. L'acciaio della Fagerstad presentava un tenore di carbonio oscillante tra il 0,15% e il 0,40%. Strano errore per un'azienda che aveva avuto come capo ingegnere tra il 1882 e il 1903 nonaltri che Johan Augustus Brinell, l'uomo che ha settato lo standard per i test sulla resistenza dell'acciaio!";
- Settembre 1943 - I nuovi test hanno restituito risulti incoraggianti. Nuovo acciaio con tenore di carbonio al 0,70% è stato consegnato dalla LME. Il vecchio materiale con ridotto tenore di carbonio (0,20%) sarà usato per altre parti in lavorazione";
- 16 novembre 1943 - "La prima consegna di estrattori realizzati con l'acciaio corretto dalla LME non arriveranno in fabbrica fino al 17 aprile 1944".

Le truppe norvegesi addestrate in Svezia durante la Seconda guerra mondiale ricevettero in dotazione alcuni Ag m/42 che finirono in Norvegia con la resa della Germania nel 1945. Proprio questi esemplari entrati in Norvegia non saranno mai adattati al nuovo standard Ag m/42B.
Con l'uso divenne evidente la necessità di introdurre alcune modifiche all'arma e quasi tutti gli Ag m/42 furono richiamati in arsenale per una revisione completa tra il 1953 e il 1956, assumendo la nuova designazione Ag m/42B. Le modifiche includevano:
1. Tubo gas in acciaio inossidabile rivelatosi necessario a seguito dell'uso del grasso per lo stoccaggio dei fucili, un materiale idroscopico che inglobava acqua e umidità dall'aria portando alla formazione di ruggine sulle parti non brunite come il sistema gas;
2. Aggiunta di un secondo punto di aggiancio sul lato frontale del caricatore per assicurare maggiore stabilità, data la facilità con cui il caricatore tendeva a staccarsi dall'arma durante il fuoco e la facilit con cui si poteva operare la leva di sgancio in caso di movimento del tiratore;
3. Introduzione di una nuova molla di recupero con doppio filamento per incrementare la resistenza del pezzo;
4. Sostituzione della bacchetta di pulizia con quella normalmente in dotazione con le carabine m/38, più corta di quella normalmente usata coi fucili m/96;
5. La copertura dell'arma, semplicemente zigrinata per migliorare la presa, fu dotata di due "pomelli" che facilitavano notevolmente l'operazione dell'arma;
6. Aggiunta di un deflettore in gomma sul lato destro dell'arma che proteggeva il tiratore e, soprattutto, evitava la deformazione del bossoli espulsi;
7. Revisione del gruppo scatto, che fu semplificato e migliorato per aumentare la precisione dell'arma;
8. Riprogettazione dell'estrattore (parte problematica fin dall'introduzione dell'arma).

Il fucile venne rimpiazzato a metà degli anni Sessanta dal nuovo fucile da battaglia Ak 4 (derivato dal G3 tedesco) che andò a sostituire gradualmente anche la pistola mitragliatrice m/45.
All'inizio degli anni Cinquanta la licenza per la produzione dell'arma fu venduta all'Egitto, dando così vita al fucile Hakim, camerato per la munizione 7,92 × 57 mm Mauser. Anche i macchinari furono venduti assieme alla licenza, pertanto l'arma egiziana era identica in ogni aspetto alla "madre" svedese. L'unica differenza è costituita da lavorazioni più grezze e finiture in generale meno curate. Solo più tardi l'Egitto decise di modificare l'arma per l'uso della munizione intermedia sovietica 7,62 × 39 mm, dando vita alla carabina Rasheed.

## Funzionamento
Lo Ag m/42 funziona a presa diretta di gas, sistema poi impiegato anche dai francesi nel loro MAS 49 e dagli americani con gli M16. Il bloccaggio della culatta avviene tramite otturatore basculante, sulla base dei sovietici SVT-38 e SVT-40. Una delle pecche dell'arma risiedeva nella necessità di usare un munizionamento specifico e consistente, dato che non era presente una valvola regolabile per aumentare/diminuire la pressione del gas nel cilindro in condizioni avverse.
Gli Ag m/42 usano la munizione 6,5 × 55 mm e sono alimentati tramite caricatori amovibili da 10 colpi. Nella pratica (come avveniva per i fucili G43 e SVT40) i soldati venivano raramente equipaggiati con più di un caricatore a testa, preferendo la ricarica manuale dell'arma tramite due lastrine da 5 colpi (identiche a quelle del m/96). La dottrina del tempo prevedeva la rimozione del caricatore solo durante la pulizia dell'arma.
La munizione usata dagli svedesi, a partire dal 1894, era la 6,5 × 55 mm skarp patron m/94 projektil m/94, una munizione a palla tonda da 156 grani. Dal 1941 (la Svezia rimase neutrale durante il Secondo conflitto mondiale) venne adottata la nuova 6,5 × 55 mm skarp patron m/94 prickskytte m/94, questa una munizione spitzer da 140 grani. La nuova munizione presentava anche una rastrematura sul fondo (boat-tail) per ridurre l'attrito aerodinamico.
La tacca di mira degli Ag m/42 è operata tramite tamburo rotante e presenta due varianti, calibrate per le due munizioni (tonda o spitzer) e riconoscibili grazie al disegno impresso sopra che raffigurava i due tipi di ogiva. Le mire sono tarate da 100 a 800 m (con incrementi di 100 m) per la munizione spitzer, mentre da 100 a 600 m (incrementi da 100 m) per la munizione tonda.

## Il disco in bronzo negli Ag42/B

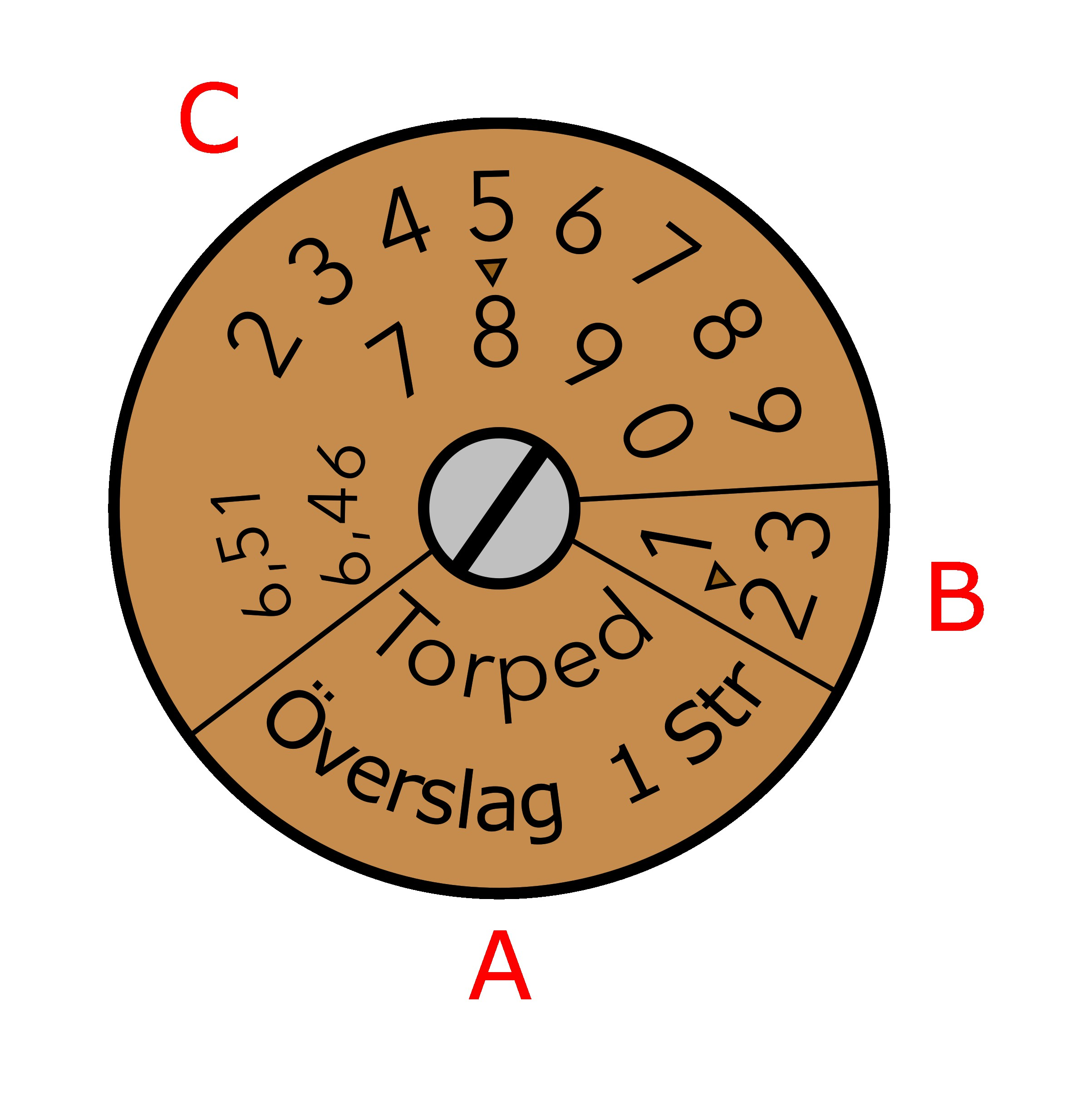
Una rappresentazione schematica del disco di bronzo installato sui calci dei fucili AG42B

Il disco di bronzo fissato al calcio degli AG42B funziona in maniera analoga a quello presente sui fucili m/96 e derivati.
Il quadrante A, in basso, riporta informazioni sul tipo di munizione (Torped, ovvero spitzer) e il punto di impatto del fucile. Le mire dell’arma sono tarate a partire da 100 m. Il termine Överslag (che significa, letteralmente, stima) sta a indicare la deviazione verticale del punto di impatto a cento metri. Str è l’abbreviazione per Streck (ovvero, punto) e sta ad indicare in questo caso l’unità di misura decimetri (10 cm). Il numero tra Överslag e Str (che può essere assente o, più raramente, marcato 0) indica quanto più in alto rispetto al punto di mira il colpo arriverà su un bersaglio posto a 100 m. Nel caso in immagine, 1 indica che puntando a 100 m il fucile si dovrà tenere presente che rispetto al punto di mira il colpo arriverà circa 10 cm più in alto, necessitando quindi di una lieve compensazione.
Il quadrante B, sulla destra, si riferisce invece alle condizioni della canna installata sull’arma, permettendo di determinare quando sarà necessaria una riarsenalizzazione dell’arma. Un indicatore triangolare punzonato sopra il numero viene usato per indicare all’utilizzatore il grado della rigatura e nello specifico:
Nessuna marcatura = assenza di corrosione, utilizzabile
1 = corrosione nei vuoti della rigatura, utilizzabile
2 = corrosione nei vuoti e sui lati dei pieni, utilizzabile
3 = corrosione estesa della canna, non utilizzabile

Va notato che nessun fucile veniva effettivamente marcato con 3, preferendo l’invio dell’arma in questione in arsenale per la sostituzione della canna. Oggi, passati ormai anni dall’ultimo ingresso dell’arma in un arsenale, il punzone triangolare non indica il reale stato della canna montata sull’arma: un’arma marcata sul numero 2 (come nell’esempio) monterà quasi sicuramente una canna nuova data la presenza di corrosione sulla vecchia e a sostituzione avvenuta gli arsenali non ritoccavano il disco per eliminare la vecchia condizione.

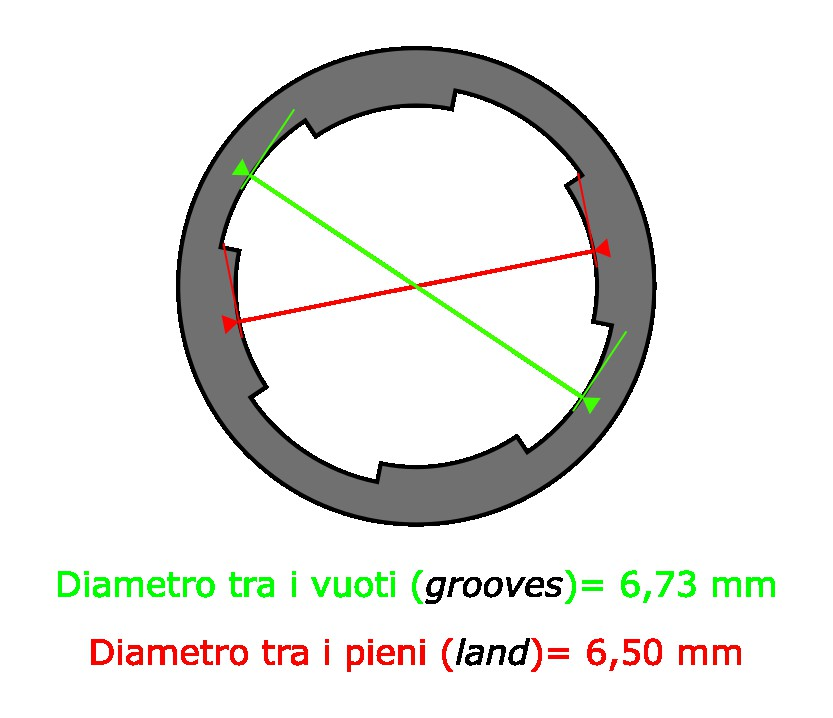
La sezione della canna di un Ljungman, con quattro righe destrorse e le misure ideali stabilite dal CIP

Il quadrante C, in alto, indica invece il diametro della canna (misurato tra i pieni). Le canne dei fucili in 6,5 × 55 mm dovrebbero avere, secondo la standard CIP europeo, diametri di 6,50 mm e 6,73 mm rispettivamente tra pieni e vuoti.
Consapevoli della tolleranza necessaria per la produzione, gli arsenali svedesi tenevano traccia della variazione presente nelle canne, da un minimo di 6,46 mm a un massimo di 6,59 mm. In questo quadrante, il marcatore triangolare indica i centesimi di millimetro corrispondenti al diametro effettivo della canna. Nel caso esemplificato, il puntatore sul numero 8 sta ad indicare che il diametro effettivo della canna è di 6,48 mm (leggermente al di sotto del valore ideale). In presenza di due o più puntatori si deve sempre considerare il più alto, dato che la canna tenderà ad aumentare di diametro con l’uso a seguito dell’usura.

## Utilizzatori
- Danimarca
- Iraq
- Egitto: nella variante prodotta su licenza e denominata Hakim.
- Norvegia
- Svezia